# Plokite
Plokite – dzielnica Splitu, drugiego co do wielkości miasta Chorwacji. Leży na północny wschód od centrum miasta, ma 6 677 mieszkańców i 0,24 km² powierzchni.
Obszar dzielnicy Plokite ograniczają:
- od północy – ulica Velebitska,
- od wschodu – ulica Brune Bušicia,
- od południa – ulica Vukovarska,
- od zachodu – ulica Dubrovačka.

Dzielnice sąsiadujące z Plokite:
- od północy – Kman,
- od wschodu – Sućidar,
- od południa – Lokve,
- od zachodu – Bol.